# 滇西旱蕨
滇西旱蕨（学名：Cheilanthes mairei）为凤尾蕨科碎米蕨属下的一个种。滇西旱蕨原產於陕西（宁陕）、云南（昆明、大理、维西、德钦、鹤庆、贡山）、贵州（梵净山）。滇西旱蕨的高度達15－30厘米。